# Statens kärnkraftinspektion
Statens kärnkraftinspektion (SKI) var en svensk statlig myndighet som kontrollerade kärnteknisk verksamhet i Sverige, till exempel driften av kärnkraftverk, kärnbränsletillverkning, transport och avfallhantering. SKI:s uppgifter övertogs 2008 av den då nybildade Strålsäkerhetsmyndigheten (SSM).

## Historik
SKI kan anses bildat 1974. Myndighetsuppgifterna har dock funnits längre än så, men ålåg dessförinnan den 1956 inrättade Delegationen för atomenergifrågor, vilken 1974 antog SKI:s namn. Den var före sin nedläggning belägen i Stockholm och hade på slutet cirka 120 anställda. Dess sista generaldirektör var, från och med den 1 januari 2000, Judith Melin. SKI och Statens strålskyddsinstitut (SSI) slogs den 1 juli 2008 samman till Strålsäkerhetsmyndigheten. De sista åren var SKI en myndighet under Miljödepartementet.

### Motsvarigheter utanför Sverige
SKI:s motsvarighet heter STUK i Finland och NRC i USA.

### SKI:s chefer
- 1973–1979 Arne Hedgran
- 1979–1983 Lars Nordström
- 1983–1989 Olof Hörmander
- 1989–1999 Lars Högberg
- 2000–2008 Judith Melin